# レッスルマニア23
レッスルマニア23（レッスルマニアトゥエンティースリー、WrestleMania 23）は、2007年4月1日にアメリカのプロレス団体WWEが開催した年間最大の興行、及びPPVの名称である。

## 概要
- 本大会のPPV購入件数は125万件となり、これは2007年時点においてプロレスリング史上最大の記録となった[2][3]。

- 世界24カ国、全米50州、カナダ9州から80,103人の観客が集まり、開催地であるデトロイトには約2500万ドルの経済効果があったと推定されている[5]。

- 億万長座同士の対決となった髪切りマッチでは、試合に敗れたビンス・マクマホンが用意されていた椅子に無理やり座らされたままストーンコールドとボビー・ラシュリーに剃髪され、スキンヘッドとなった。この試合ではビンスとトランプの両者に合計500万ドルを超えるサラリーが支払われ、トランプが2009年のRAWに出演した際のサラリーと合わせて全額が寄付された[6]。

- ケインvsグレート・カリ戦では、20年前のレッスルマニアIIIにおいて伝説的なシーンとされている、ホーガンがアンドレをボディスラムで投げるシーンを彷彿させるかのようにケインがカリをボディスラムで投げきり、観衆を盛り上げた。

- オープニングでは、20年前に同州で行われたレッスルマニアIIIと同じくアレサ・フランクリンが"美しきアメリカ"を再び独唱した。

## 会場演出
- 入場ゲートとなる巨大セットは2006年の10月からWWEのデザイナー、ジェイソン・ロビンソンによって設計の考案が始められた。ジェイソン・ロビンソンと彼のチームにより、2007年の2月にはステージと照明の設計とデザインは完了した[7]。その結果、最終的に本大会のセットはレッスルマニア史上最大のセットが組まれることとなった[8]。

- 414のLED映像スクリーンと自動稼働ライト、10のスポットライト、56のサーチライト、50000フィートに及ぶケーブルはパイロ（花火）技術と他に使われた。そして、35の火炎放射器により高さ30フィート、横幅6フィートからの放火が可能となった。ステージを構成する舞台照明は横幅300フィート、高さ100フィートに及び設置された[8][9]。

- ランプ（花道）の長さは187フィートに及んだ[10]。

- セットの組み立てのために、1週間に渡っておよそ300人の作業員が動員され、40の大型貨物トラックにより部材が搬送され、セットと照明の解体には30時間がかけられた（ちなみに、通常のWWEの番組では100人の動員で14時間をかけてセットを組んでいる）[7][8][9]。

- メイン戦ではジョン・シナが開催地であるデトロイト及び会場であるフォード・フィールドにちなんでフォード・マスタングに乗り、会場外から会場内アリーナまでを走行し、最後に車でガラスを突き破るといった派手な演出で入場した。

## 結果
- ダーク・マッチ/インタープロモーチョナル・タッグチーム・ランバージャック・マッチ -Dark Match/Interpromotional Tag Team Lumberjack Match-

○リック・フレアー&カリート(RAW） vs グレゴリー・ヘルムズ&チャボ・ゲレロ(SmackDown!)●
- インタープロモーショナル・マネー・イン・ザ・バンク・ラダー・マッチ -Interpromotional Money in the Bank Ladder Match-

○Mr.ケネディ(SmackDown!) vs エッジ(RAW) vs ジェフ・ハーディー(RAW) vs キング・ブッカー(SmackDown!) vs マット・ハーディー(SmackDown!) vs フィンレー(SmackDown!) vs CMパンク(ECW) vs ランディ・オートン(RAW)
- インタープロモーショナル・マッチ -Interpromotional Match-

○グレート・カリ(RAW) vs ケイン(SmackDown!)●
- WWE・US王座戦 -WWE United States Championship-

○クリス・ベノワ(c) vs M.V.P●
- 世界ヘビー級王座戦 -World Heavyweight Championship-

●バティスタ(c) vs ジ・アンダーテイカー○
- ○ECWオリジナルズ(ロブ・ヴァン・ダム&トミー・ドリーマー&サブゥー&サンドマン) vs ニュー・ブリード(イライジャ・バーク&ケビン・ソーン&マーキス・コー・ヴァン&マット・ストライカー) (w / アリエル)●

- バトル・オブ・ザ・ビリオネアーズ -Battle of the Billionaires- スペシャル・レフェリー："ストーンコールド" スティーブ・オースチン

○ボビー・ラシュリー (w / ドナルド・トランプ) vs ウマガ (w / ビンス・マクマホン&アルマンド・アレハンドロ・エストラーダ)●
ラシュリーが敗れた場合トランプが坊主に、ウマガが敗れた場合ビンスが坊主になる
ラシュリーは当時ECW世界ヘビー級王座を保持
ウマガは当時WWEインターコンチネンタル王座を保持
- インタープロモーショナルランバージル・マッチ形式WWE女子王座戦 -Interpromotional Lumberjill Match WWE Women's Championship-

○メリーナ(RAW)(c) vs アシュリー(SmackDown!）●
- WWE王座戦 -WWE Championship-

○ジョン・シナ(c) vs ショーン・マイケルズ●